# Balista

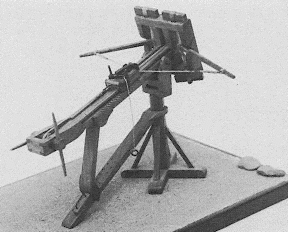
Balista Romana

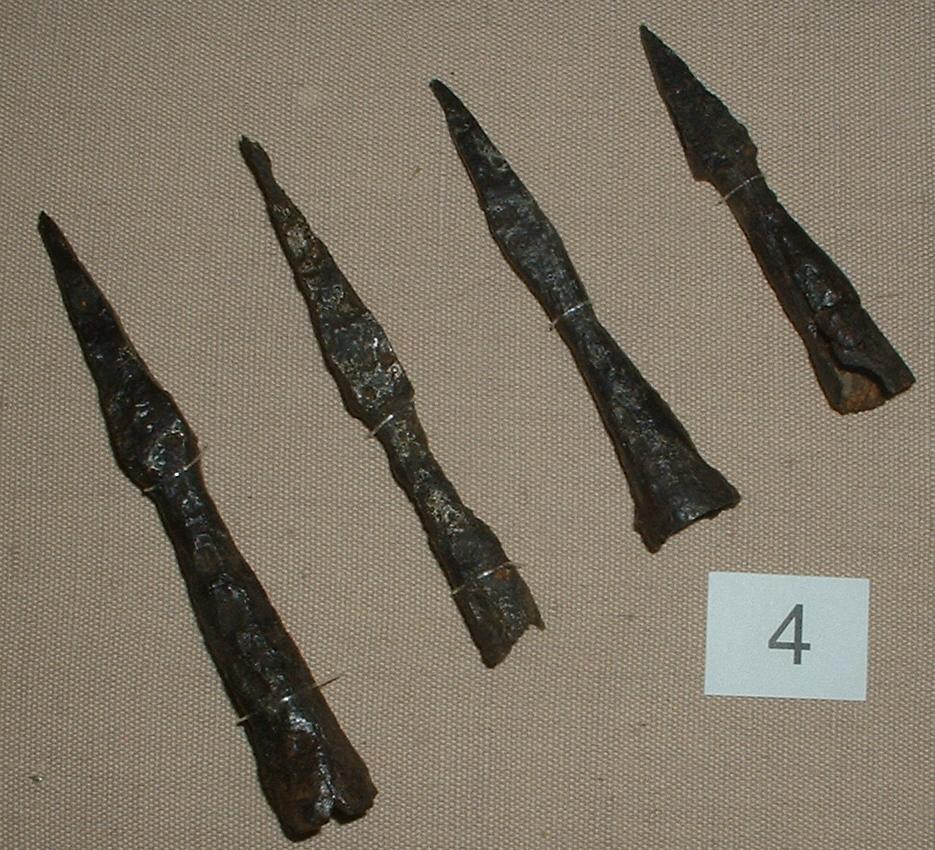
Pontas de Dardos

Ilustração de uma balista

A balista (Latim: ballista; derivado do grego: ballistēs) era uma máquina de guerra da antiguidade que disparava grandes dardos.
Eram também apoiadas nas Ameias dos castelos.
A balestra, ou besta, é o nome dado a uma balista portátil para um soldado disparar dardos.

## Características
A balista era um tipo de artilharia anterior à pólvora, usada principalmente contra homens em formação. Era um grande arco montado em posição horizontal. Utilizava um guincho e uma catraca para criar a tensão do arco. Geralmente o projétil era uma grande lança de metal ou de madeira com a ponta de metal, com a função de Arpão. Atirados contra uma massa de pessoas a distâncias de até 300 metros, as lanças podiam Empalar ou incapacitar diversos inimigos.
A principal função das balistas era derrubar cavalaria (mata-cavalos) e derrubar máquinas de cerco (ferramentas que ajudam num cerco à fortaleza, como trabucos, catapultas, aríetes, torres móveis, entre outros). As balistas funcionavam como bestas gigantes mas, diferentemente dos arcos, sua forma de tiro não era igual à da arquearia (Lançamento oblíquo: atirar ao alto para que a flecha/dardo/seta caia sobre o alvo) mas sim horizontal (Disparo direto: Lançamento Horizontal). Podia assim atingir o alvo com maior velocidade de impacto, infligindo maiores danos ao inimigo.
A forma de arremesso era bem simples: um cabo era puxado (manualmente ou com manivelas) até tracionar e curvar o arco, colocava-se o projétil ou Arpão no Sulco da madeira da balista e o cabo era travado num encaixe que impedia o disparo acidental. Quando a trava era retirada (geralmente com golpe de martelo) o arco e o material elástico esticado voltava à sua posição de repouso, lançando para longe a lança ou arpão, podendo atingir uma velocidade de saída de 200 quilômetros por hora.
As balistas podiam ser colocadas em batarias, em muralhas ou navios ou em montagens com rodas para utilização em campos de batalha. Não eram muito eficientes contra muralhas de pedra e edificações fortificadas. Seus arpões podiam enviar cordas contra essas estruturas para derrubar guaridas de madeira, derrubar torres de assalto, frear embarcações, destruir pontes e remover obstáculos bélicos além do uso para causar dano.